# Scandale des cassettes
Le scandale des cassettes — parfois appelé « affaire des aigles de Kravtchenko » ou « Kuchmagate » (par analogie avec le scandale du Watergate) —  est le nom donné à la révélation de l'existence de cassettes audio qui auraient été enregistrées dans le bureau de l'ancien président de l'Ukraine, Leonid Koutchma, et selon lesquelles il aurait commandité à la fin de l'année 2000 l'assassinat du journaliste d'opposition Gueorgui Gongadzé. 

## Contenu des cassettes
Les enregistrements sont joués pour la première fois lors d'une session parlementaire à la Rada, le parlement ukrainien, par un député socialiste, Oleksandr Moroz. 
On entend sur les cassettes en cause le président Koutchma ordonner que l'on « éloigne » le journaliste d'opposition Gueorgui Gongadzé. Or, celui-ci est retrouvé décapité quelque temps après,. Il propose également sur ces cassettes de kidnapper Gongadzé et de l'envoyer « en Tchétchénie »,.
De plus, on entend également sur ces cassettes le ministre de l'Intérieur de l'époque, Youriy Kravtchenko, se vanter de disposer d'hommes de main, dont il déclare qu'ils forment « une équipe incroyable. Des aigles [...] qui n'ont pas de principes moraux, rien de ce genre ». 

## Suites diplomatiques et judiciaires
Les pays occidentaux, et notamment les États-Unis, critiquent Koutchma pour avoir entravé l'enquête sur l'assassinat de Gueorgui Gongadzé, mais également pour la vente d'armes conclue entre l'Ukraine et l'Irak,. En signe de « bonne volonté », le président ukrainien décide de limoger Kravtchenko au mois de mars 2001.
Le scandale est à l'origine du mouvement d'opposition « L'Ukraine sans Koutchma », qui a lieu entre 2000 et 2001.
L'exécutant du meurtre, un officier de police nommé Oleksy Poukatch, est arrêté en 2009 ; il avoue avoir étranglé Gongadzé avec une ceinture, avant de le décapiter à la hache.
Youriy Kravtchenko, qui se suicide en mars 2005, est finalement désigné comme le commanditaire de l'assassinat par le parquet ukrainien le 14 septembre 2010, au terme d'un long procès, ouvert en 2006. Le jugement suscite la polémique et est dénoncé par les membres de l'opposition, qui critiquent une « décision politique » visant à « épargner les commanditaires ». En 2011, la justice ukrainienne ouvre finalement une enquête contre Leonid Koutchma, à nouveau soupçonné d'avoir commandité l'assassinat.